# Trạng nguyên
Trạng nguyên (chữ Hán: 狀元) là một danh hiệu thuộc học vị tiến sĩ của người đỗ thứ hạng cao nhất trong các khoa thi Đình, thời phong kiến ở Trung Quốc, Việt Nam, Cao Ly. Người đỗ Trạng nguyên và tất cả những người đỗ tiến sĩ đều phải vượt qua cả 3 kỳ thi: thi Hương, thi Hội và thi Đình. Trạng nguyên, Bảng nhãn và Thám hoa lần lượt là các danh hiệu dành cho các vị trí nhất, nhì, ba. Ngoài ra, Trạng nguyên cũng là một tước hiệu trong triều đình phong kiến Việt Nam. 

## Việt Nam
Tại Việt Nam, các kỳ thi Nho học dưới chế độ phong kiến đã được tổ chức từ thời nhà Lý, khoa thi đầu tiên được tổ chức năm 1075 là Khoa thi Minh Kinh (những người uyên bác Kinh sử) và khoa thi cuối cùng năm 1919. Trải qua 844 năm, cả nước tổ chức được 185 khoa thi, lấy đỗ 2898 vị đỗ đại khoa. Nhưng ngôi vị Trạng nguyên thì không phải được quy định ngay từ đầu mà chỉ đến năm Thiên Ứng Chính Bình 1247 đời vua Trần Thái Tông mới đặt ra định chế Tam khôi, theo đó sỹ tử sẽ trải qua đủ ba kỳ thi là: thi Hương, thi Hội, thi Đình. Tại kỳ thi Đình, sẽ lấy đỗ tam giáp là đệ nhất giáp tiến sỹ cập đệ, đệ nhị giáp tiến sỹ xuất thân và đệ tam giáp đồng tiến sỹ xuất thân. Trong đệ nhất giáp lại lấy tam khôi (người đỗ cao nhất là Trạng Nguyên, người thứ 2 là Bảng Nhãn, người thứ ba là Thám Hoa). Theo đó năm 1247, Trạng nguyên đầu tiên là Nguyễn Quan Quang, Bảng nhãn là Phạm Văn Tuấn và Thám hoa là Vương Hiểu Phùng.

## Trung Quốc
Trạng nguyên đầu tiên của Trung Quốc là Tôn Phục Già năm 622, Trạng nguyên cuối cùng là Lưu Xuân Lâm năm 1904. Trong khoảng 1.300 năm tại Trung Quốc lấy 504 trạng nguyên? (nếu tính cả các Trạng nguyên do nhà Liêu lấy là 18 người, nhà Kim 15 người, Đại Tây quốc 1 người (Trương Hiến Trung), Thái Bình thiên quốc 14 người thì tổng cộng có 552 Trạng nguyên. Thời nhà Đường, không tổ chức Điện thi (tức thi Đình) mà chỉ tổ chức tỉnh thi (thi tỉnh). Bài thi Trạng nguyên cổ nhất hiện còn giữ được là bài thi của Triệu Bỉnh Trung (1573-1626) thời nhà Minh. Cả cha và con đều đỗ Trạng nguyên là chuyện rất hiếm. Cụ thể, tại Trung Quốc chỉ có:
- Quy Nhân Trạch và Quy Ảm, lần lượt đỗ trạng nguyên năm 874 và 892. Người anh của Quy Nhân Trạch là Quy Nhân Thiệu cũng đỗ trạng nguyên năm 869.
- Lương Hạo và Lương Cố, lần lượt đỗ trạng nguyên năm 985 và 1008.
- Trương Khứ Hoa và Trương Sư Đức, lần lượt đỗ trạng nguyên năm 961 và 1011.

| Triều đại            | Số khoa thi | Số trạng nguyên | Ghi chú                                                                                                 |
| -------------------- | ----------- | --------------- | --- |
| Nhà Tùy              | ?           | 7 (tiến sĩ)     | Nhà Tùy ngắn ngủi, mới thi hành chế độ khoa cử.                                                         |
| Nhà Đường            | 263         | 148             | Có sách nói nhà Đường tổ chức 270 kỳ thi                                                                |
| Ngũ đại Thập quốc    | 47          | 24              | |
| Nhà Tống             | 118         | 118             | |
| Nhà Liêu             | 57          | 56              | |
| Tây Hạ               | không rõ    | 1               | |
| Nhà Kim              | 41          | 39              | |
| Nhà Nguyên           | 16          | 32              | Nhà Nguyên chia thí sinh người Hán và người Mông Cổ thành hai bảng tả, hữu. Mỗi khoa lấy 2 trạng nguyên |
| Nhà Minh             | 90          | 90              | |
| Đại Tây quốc         | 1           | 5               | |
| Nhà Thanh            | 112         | 114             | |
| Thái Bình thiên quốc | không rõ    | 15              | |
| Tổng cộng            | 745         | 638             | |

## Lưỡng quốc Trạng nguyên
Lưỡng quốc Trạng nguyên, có nghĩa trạng nguyên hai nước, là một danh hiệu xưng tặng cho một vài trạng nguyên Việt Nam. Theo giai thoại dân gian, tuy không chính thức đỗ trạng nguyên ở Trung Quốc, nhưng học vấn của họ được triều đình Trung Quốc khen ngợi như một trạng nguyên của nước họ. Trong 49 vị trạng nguyên của Việt Nam, có bốn người được giai thoại gọi là "Lưỡng quốc Trạng nguyên": Mạc Đĩnh Chi, Nguyễn Trực, Nguyễn Đăng Đạo và Nguyễn Nghiêu Tư. Tuy nhiên tất cả những trường hợp trên đều chỉ là giai thoại dân gian hư cấu, còn thực tế thì chính sử của cả Trung Quốc và Việt Nam đều không chép về việc có ai từng được phong là Lưỡng quốc Trạng nguyên. Ngoài ra còn có thể kể đến Phùng Khắc Khoan và Tống Trân, được các Hoàng đế Trung Hoa đặc cách phong là Lưỡng quốc Trạng Nguyên.